# Polní pošta

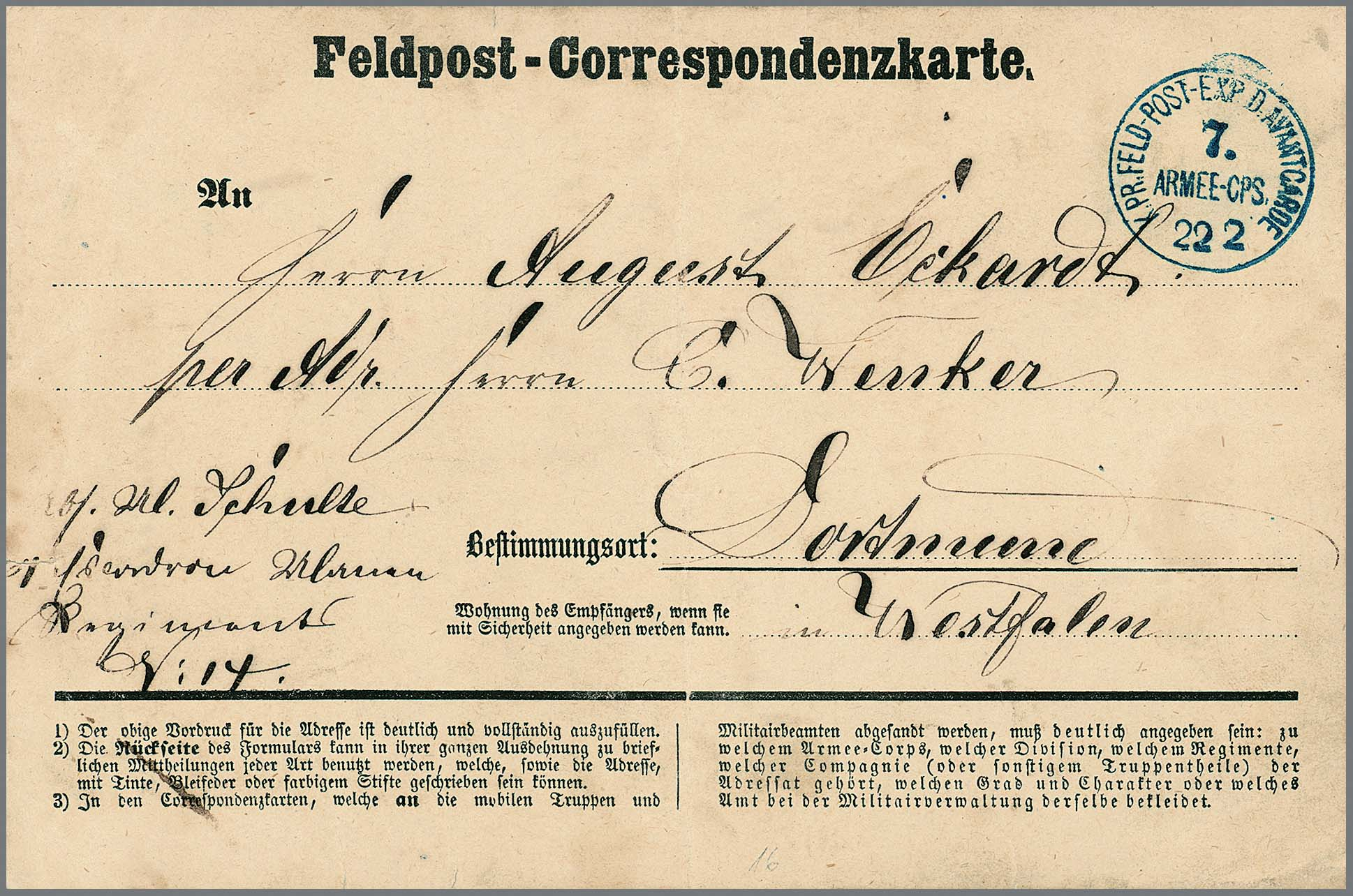
Dopisnice polní pošty z prusko–francouzské války (1870)

Polní pošta je pošta, která za války zajišťuje vojákům poštovní styk. Bývala to pro vojáky jediná možnost, jak sdělit rodině a přátelům, že jsou v pořádku. Zvláštní statut měla korespondence Červeného kříže, zajatců a raněných.

Německá polní pošta v 1. světové válce

## Francouzská polní pošta
V letech 1741–1742 během války o rakouské dědictví operovala na území Česka francouzská armáda, která měla vlastní polní poštu. Francouzská polní pošta na území Česka působila také v letech 1805 a 1809 během napoleonských válek.

## Saská polní pošta
V roce 1866 během prusko-rakouské války operovala na území Česka také saská armáda, která měla vlastní polní poštu.

## Pruská polní pošta
Pruská armáda měla během prusko-rakouské války v roce 1866 svojí polní poštu.

## Rakouská polní pošta
Rakouská polní pošta působila např. během prusko-rakouské války v roce 1866.

## Rakousko-uherská polní pošta
V letech 1914–1916 byl generálním ředitelem rakousko-uherské polní pošty Jan Baptista Vaclík (1855-1933), rodák z Plava u Českých Budějovic. Vojákům byly dopisnice polní pošty vydávány zdarma. V zázemí byly prodávány za 1 haléř. Dopisnice byly v záhlaví označeny údajem Feldpostkorrespondenzkarte nebo Feldpostkarte. Psaní musela být podávána otevřená. Psaní a dopisnice polní pošty byly osvobozeny od poštovného.

## Československá polní pošta
Již v roce 1918 vznikla československá legionářská polní pošta, která v průběhu roku 1919 zajišťovala poštovní spojení i generálu Janinovi, francouzským jednotkám atd. Náčelníkem polní pošty byl legionář Antonín Novotný z Turnova. První vagón polní pošty byl vypraven z Čeljabinska dne 17. 9. 1918. Polní pošta československých dobrovolnických legií zajišťovala poštovní spojení přibližně 45 tisícům československých legionářů ve Francii a Itálii. Polní pošta byla zřízena i při obsazování Slovenska v roce 1919.